# Stadtkloster Kiel

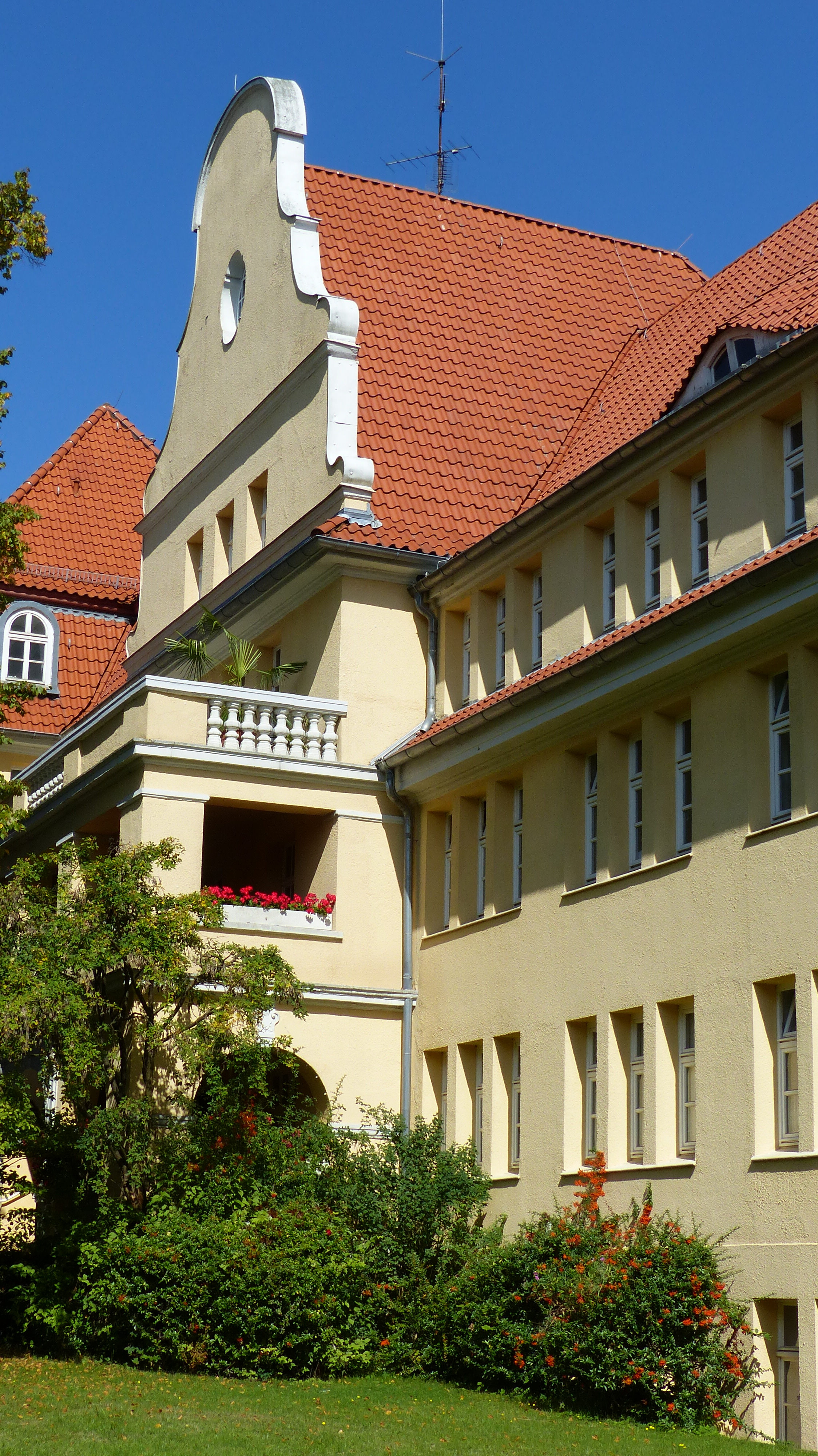
Kieler Stadtkloster (2014)

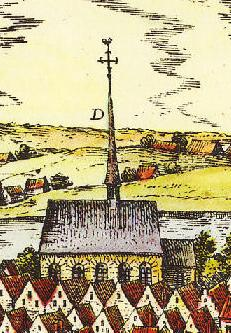
Heiligen-Geist-Kloster auf der Historische Stadtansicht Kiels von 1588

Das Kieler Stadtkloster ist eine Stiftung des privaten Rechts in Kiel zur Förderung der Altenhilfe und des Wohlfahrtswesens. Es entstand aus vier mittelalterlichen Hospitälern, die 1821 zusammengelegt wurden. Die Stiftung betreibt eine Reihe von Pflegeeinrichtungen, deren Angebot von Tagespflege und Kurzzeitpflege über betreutes Wohnen bis hin zu vollstationärer Pflege reicht. Darüber hinaus wird auch ein ambulanter Pflegedienst angeboten.

## Geschichte
Die Grafen Johann I. und Gerhard I. von Holstein, Söhne des Kieler Stadtgründers Graf Adolf IV., stifteten ein Hospital, das ab etwa 1260 den Namen Heiligen-Geist-Hospital erhielt. Es folgte den gleichen Regeln wie das Lübecker Heiligen-Geist-Hospital. Im Hospital fanden Reisende eine Unterkunft, zudem konnten arme, alte und schwache Menschen dort dauerhaft wohnen. Bürger und Landesherren bedachten das Hospital mit Schenkungen von Ländereien und Dörfern, aus deren Erträgen die Bedürftigen der Stadt versorgt werden sollten. Nach der Reformation wurde das Hospital zu einem reinen Alters- und Krankenheim. Es hatte im Lauf der Zeit verschiedene Standorte innerhalb der Kieler Altstadt.
Außer dem Heiligen-Geist-Kloster gab es das St. Jürgenskloster am Sophienblatt (seit dem 14. Jh. belegt), das Neugasthauskloster, gegründet 1452 vom Kieler Bürgermeister Henning von der Camer und dessen Ehefrau Beecke in einem Haus in der Holstenstraße, sowie das St. Annen- und Erasmikloster am Schuhmachertor (belegt seit 1600, aber wohl deutlich älter).
Die Verwaltung der Hospitäler lag beim Rat der Stadt, der für ihre Versorgung gezielt Dörfer in der Umgebung erwarb, die „Stadtdörfer“. Allerdings zweigten die Ratsmitglieder offenbar häufig die Erträge für den eigenen Bedarf ab. Das führte ab 1553 zu einem Konflikt mit Herzog Adolf, der vom Rat Rechenschaft über die Einkünfte aus den Stiftungen verlangte. Letztendlich pachtete der Herzog die Dörfer vom Rat und zahlte jährlich zum Kieler Umschlag eine feste Geldsumme für den Unterhalt der Hospitäler. Mit dem Permutationskontrakt von 1667 wurde ein Teil der Stadtdörfer schließlich fürstliches Eigentum, wobei die Fortzahlung der Gelder zugesagt wurde.

### Zusammenlegung im Sophienblatt
Bereits im 17. und 18. Jahrhundert gab es Bestrebungen, die vier Hospitäler zusammenzulegen. Ermöglicht wurde das schließlich ab 1808 durch das Testament der Henriette Friederica von Ellendsheim. 1821/22 entstand am Sophienblatt, auf dem Grund des St. Jürgens-Klosters, ein Neubau mit Stuben für 48 Präbendisten sowie Wohnungen für zwei Vorsteher. In einem Nebengebäude war ein Siechenhaus (Pflegeheim) mit vier kleinen Wohnungen untergebracht. Zum Kloster gehörten die St.-Jürgens-Kapelle und der St.-Jürgens-Friedhof. Wegen des großen Bedarfs wurde das Stadtkloster 1865 von Stadtbaumeister Gustav Ludolf Martens um ein Stockwerk und einen Turm erweitert, so dass es weitere 52 Personen aufnehmen konnte.

### Das Stammhaus in der Harmsstraße

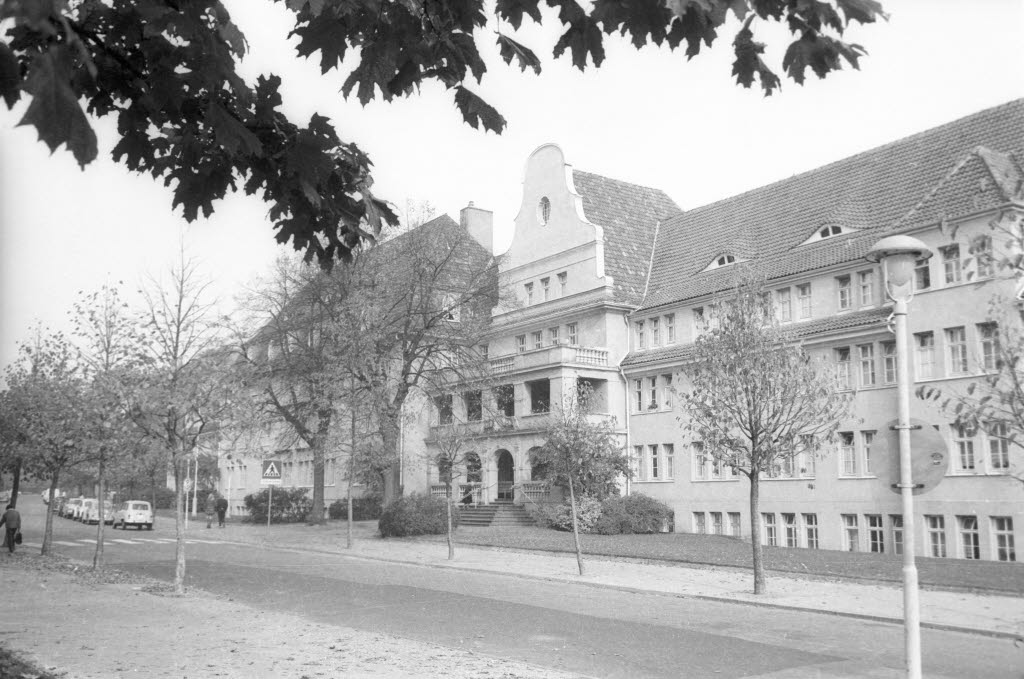
Das Stammhaus des Stadtklosters beim 60-jährigen Bestehen

Als in unmittelbarer Nachbarschaft des Stadtklosters 1895 der neue Kieler Hauptbahnhof entstehen sollte, entschied sich der Stadtkloster-Vorstand für eine Verlegung. Als neuer Standort wurde ein Grundstück in der Harmsstraße zwischen Schützenwall und Zastrowstraße gegenüber der Käthe-Kollwitz-Schule erworben. Für den 1909 eingeweihten Neubau war der Kieler Architekt Johann Theede verantwortlich. Der Garten wurde vom städtischen Garteninspektor Ferdinand Hurtzig angelegt. Das neue Stadtkloster bot 166 Appartements für Präbendisten, dazu Kranken- und Pflegestation, Wohnungen für Krankenschwestern, Priorinnen und Hausverwalter sowie eine Kapelle. Ein Turmaufsatz mit Uhr wurde vom Martens-Bau übernommen und im Zweiten Weltkrieg zerstört.
Die Glocke der 1904 neu errichteten St. Jürgenskirche mit Inschrift von 1530 wurde bei deren Abbruch 1954 hierher gebracht.
An diesem Standort und in diesem Gebäude befindet sich unter dem Namen Residenz am Park, noch heute der Hauptsitz der Stiftung Kieler Stadtkloster. Das Gebäude in der Nähe des Kieler Südfriedhofs steht unter Denkmalschutz.

## Weitere Wohn- und Pflegeheime

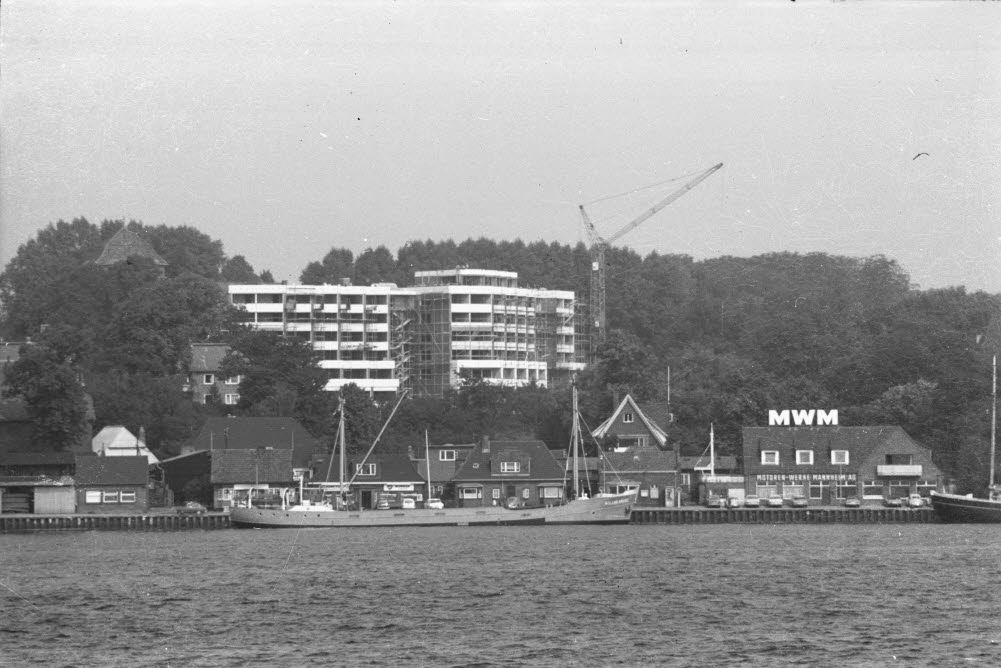
Blick auf die Kieler Förde: Das Kurt-Engert-Haus wurde 1974 neu erbaut und 2020 durch einen Neubau ersetzt

Insgesamt arbeiten an den neun vom Kieler Stadtkloster betriebenen Standorten etwa 650 Beschäftigte, die sich um die Pflege von rund 1.000 Bewohnern und Pflegekunden kümmern.
Folgende Standorte werden von der Stiftung Kieler Stadtkloster betrieben:

- Residenz am Park, Stammhaus, in Kiel-Mitte
- Kurt-Engert-Haus, in Kiel-Holtenau
- Lisa-Hansen-Haus, am Fritz-Lauritzen-Park in Elmschenhagen
- Andreas-Gayk-Haus, im Zentrum Kiels
- Prof.-Weber-Haus, in Hassee
- Friederica-von Ellendsheim-Haus, in Hassee
- Prof.von Esmarch-Haus, am Vieburger Gehölz
- Haus Schwentineblick, in Neumühlen-Dietrichsdorf
- Haus Rehmgarten, in Heikendorf